# Terry Kavanagh
Pour les articles homonymes, voir Kavanagh.
Ne doit pas être confondu avec Terry Cavanagh.
Œuvres principales
Marc Spector: Moon Knight
Web of Spider-Man
X-Man
Terrence « Terry » Kavanagh (prononcé en anglais : /ˈkævənɑː/), né le 9 juillet, est un éditeur et écrivain de bande dessinée américain.

## Carrière
Terry Kavanagh était éditeur chez Marvel Comics de 1985 à 1997. Les titres qu'il a édité à cette époque incluent Marvel Comics Presents et Nick Fury, Agent of S. H. I. E. L. D. L'écrivain et artiste Alan Davis, dont Kavanagh a édité Excalibur, a déclaré : « Terry Kavanagh m'a gâté, il m'a donné une liberté presque totale et m'a encouragé à expérimenter ». En 1987, Kavanagh a commencé à écrire pour Marvel avec sa première histoire publiée Cry Vengeance!, apparaissant dans Kickers, Inc. no 4 (février 1987). Plus tard, il a écrit des titres tels que Marc Spector: Moon Knight, Avengers : Timeslide, X-Man et X-Universe. Dans Web of Spider-Man no 100 (mai 1993), Kavanagh et l'artiste Alex Saviuk ont donné au personnage principal la Spider-Armure. Il a écrit le one-shot Spider-Man/Punisher/Sabretooth: Designer Genes le mois suivant. Kavanagh a été l'un des écrivains de l'histoire de Maximum Carnage qui a couru à travers les différents titres de Spider-Man en 1993. La première série limitée de Black Cat a été co-écrite par Kavanagh et Joey Cavalieri en 1994. Kavanagh a donné le premier jet du scénario impliquant le retour du clone de Spider-Man. Celui-ci a ensuite formé la base de la Saga du Clone qui débute dans Web of Spider-Man no 117 (octobre 1994). Le dernier projet de Kavanagh a été la série limitée de Before the Fantastic Four: The Storms en 2000-2001.
En 2011, Kavanagh a co-fondé la startup www.mybeanjar.com sur internet.

## Publications

### Marvel Comics
- 2099 A.D. no 1 (1995)
- 2099 Unlimited no 7–8 (1994–1995)
- All New Exiles n°∞, no 1–3, 5 (1995–1996)
- All New Exiles Vs. X-Men no 0 (1995)
- The Amazing Spider-Man no 375 (1993)
- The Amazing Spider-Man Super Special no 1 (1995)
- Avengers no 396–399 (1996)
- Avengers West Coast no 64 (1990)
- Before the Fantastic Four: The Storms no 1–3 (2000–2001)
- Blade: The Vampire-Hunter no 9–10 (1995)
- Cloak and Dagger no 16–19 (1991)
- Felicia Hardy: The Black Cat no 1–4 (1994)
- Fury/Agent 13 no 1–2 (1998)
- Hulk no ½ (1999)
- Iron Man no 319–332 (1995–1996)
- Iron Man: Age of Innocence no 1 (1996)
- Kickers, Inc. no 4, 6–8, 12 (1987)
- Marc Spector: Moon Knight no 35–60 (1992–1994)
- Marvel Comics Presents no 5 (Daredevil) (1988)
- Marvel Super-Heroes vol. 2 no 2 (Daredevil) (1990)
- Nightwatch no 1–12 (1994–1995)
- Rise of Apocalypse no 1–4 (1996–1997)
- The Spectacular Spider-Man no 174 (1991)
- The Spectacular Spider-Man Super Special no 1 (1995)
- Spider-Man no 19–20, 25, 36, 41–43 (1992–1994)
- Spider-Man Super Special no 1 (1995)
- Spider-Man Unlimited no 1 (1993)
- Spider-Man/Punisher/Sabretooth: Designer Genes no 1 (1993)
- Ultraforce/Avengers Prelude no 1 (1995)
- Uncanny X-Men no 369–373, 375–379, 380 (1999–2000)
- Uncanny X-Men '95 no 1 (1995)
- Venom Super Special no 1 (1995)
- Web of Spider-Man no 77–80, 97–120, 123–125, Annual no 9–10 (1991–1995)
- Web of Spider-Man Super Special no 1 (1995)
- What If...? no 86 (1996)
- X-Man #15–30, no -1, 32–47, 49–62 (1996–2000)
- X-Man '96 no 1 (1997)
- X-Man/Hulk '98 no 1 (1998)
- X-Men no 89–94, 97–99 (1999–2000)
- X-Men '99 Annual no 1 (1999)
- X-Men Spotlight on Starjammers no 1–2 (1990)
- X-Men Unlimited no 11, 14, 17 (1996–1997)
- X-Universe no 1–2 (1995)